# Flores (cheval)
Cet article possède des homonymes et des paronymes, voir Flores.
Le Flores (indonésien : kuda-Flores), ou Timor (indonésien : kuda-Timor), est une race de poney qui vit sur les îles de Florès et de Timor, en Indonésie. Il sert surtout à l'équitation de travail. La race est considérée comme commune.

## Histoire
Ces poneys sont connus alternativement sous les noms de « Flores » ou de « Timor ».

## Description
Il appartient au groupe des poneys d'Asie du Sud-Est. De taille réduite, il toise environ 1,25 m d'après Hendricks (Université d'Okklahoma), 1,247 m d'après CAB International (2016), et environ 1,12 m chez les femelles pour 1,15 m chez les mâles d'après la base de données DAD-IS. 
Son type est proche de celui des poneys chinois.
La robe est souvent baie ou alezane,. 
Ce poney est reconnu pour son caractère doux et patient.
La race a fait l'objet d'une étude visant à déterminer la présence de la mutation du gène DMRT3 à l'origine des allures supplémentaire : cette étude n'a pas permis de détecter la présence de cette mutation chez le Timor ni l'existence de mentions de chevaux ambleurs parmi la race.

## Utilisations
Il sert surtout à la selle pour le travail avec le bétail, et plus rarement au trait léger, la motorisation de ces activités étant très faible dans cette région du monde.

## Diffusion de l'élevage
DAD-IS classe la race comme étant « localement adaptée » à l'Indonésie. Elle est aussi présente en Timor oriental, et dans l'Est du Nusatenggara. En 1997, 25 000 poneys de cette race sont recensés. 
D'après l'évaluation de la FAO réalisée en 2007, la race « kuda-Flores » est « non menacée ». L'étude menée par l'Université d'Uppsala, publiée en août 2010 pour la FAO, signalait le Flores comme race de chevaux locale asiatique qui n'est pas menacée d'extinction.